# Бобан Јевтић
Бобан Јевтић (Крагујевац, 1969) српски је сценариста. Обављао је функцију директора Филмског центра Србије.

## Биографија
Дипломирао је драматургију на ФДУ у Београду.
Радио је као организатор на фестивалу Молдист у Украјини, 36. БИТЕФ-у, као копирајтер у агенцији Публицис и као и главни и одговорни уредник магазина „Yellow Cab“.
Завршио курс менаџмента у култури који је организовало француско министарство културе 2002 године.
Радио је на више позоришних представа као што су Хамлет - Народно позориште и У самоћи памучних поља - Бетон хала, био позоришни селектор БЕЛЕФ фестивала 2007 године.
Члан је савета Фестивала ауторског филма и БЕЛДОКС-а. Од 2005 до 2015 био филмски уредник Дома омладине Београд.
Добитник награде за позоришну критику 58 Стеријиног позорја за текст критике Празна рецитовања. Редовно објављује позоришне критике у недељнику НИН.
Потпредседник је Удружења сценариста Србије.
У периоду 2015-2019 обављао је функцију директора Филмског центра Србије. Оставку је донео из разлога личне природе и тим поводом је изјавио да је на почетку његовог мандата било укупно 4 конкурса а да их по завршетку његовог мандата има 27.
Аутор је неколико тв емисија попут Yellow Cab, 92 приче о Београду и Шта једемо и документарног тв филма Сајмиште - историја једног логора.
Сценариста пилот пројекта серије Шесто чуло, друге и треће сезоне серије Војна академија, серијала Сумњива лица и друге сезоне хит серије Сенке над Балканом.
Део је тима продуцентске куће Firefly production од 2019.
Године 2016. одликован је Орденом министарства културе Француске у рангу витеза уметности и књижевности.
Живи и ради у Београду.